# Sidi Berni
Sidi Berni est un élevage de chevaux créé en 1980 ou 1985, près de Rabat. Connu pour avoir été l'un des refuges de la princesse Lalla Amina du Maroc, il est spécialisé dans la sélection du Cheval marocain de sport.

## Histoire
Le domaine privé de Sidi Berni est lancé en 1980 par la princesse Lalla Amina du Maroc, selon Maroc Hebdo International. La princesse confie la direction du domaine à Jean-Louis Martin, cavalier français ayant participé aux jeux olympiques de Mexico en 1968. Avec l'appui de la princesse Lalla Amina, Jean-Louis Martin conçoit toutes les installations du domaine de Sidi Berni et réalise les conditions nécessaires pour la production d'un cheval de sport marocain apte aux compétitions internationales   ; ou bien en 1985 par la Fédération royale marocaine des sports équestres, d'après leur site web.

## Description
Le domaine de Sidi Berni se situe près de Sidi Yahya dans la banlieue de Rabat, et couvre plus de 2 000 hectares. Il jouirait d'un micro-climat, d'après le site web dédié. Il dispose de 4 écuries à boxes spacieux, 5 boxes de poulinage, d'un espace de maréchalerie, d'un autre pour les poulains sevrés, de plusieurs paddocks, de carrières spécialisées obstacles et dressage, d'un rond d'entraînement et d'une écurie de saillie.
Selon Malika Oufkir, les luxueuses écuries de Sidi Berni jouxtent des bidonvilles : d'après un article de Slate, un réalisateur les ayant filmées en aurait fait la remarque à la princesse Lalla Amina, avant d'avoir plusieurs heures de garde à vue.

## Missions
Le domaine de Sidi Berni est destiné à l'élevage du cheval marocain de sport. Pour prévenir les crises de coliques lors des pics de chaleur, un mash leur est distribué deux fois par semaine. Ce domaine fait naître une trentaine de chevaux par an, à partir du même nombre de juments poulinières.
En 2011, Sidi Berni accueillait le 3e raid national qualificatif d'endurance équestre, qui a attiré des participants issus de centres équestres nationaux, mais aussi de l'École royale de cavalerie de Témara, de la Garde royale et de la Gendarmerie royale marocaines.  En novembre 2016, ce domaine a reçu la seconde édition du championnat des jeunes chevaux Barbe et Arabe-barbe.

## Rayonnement
L'un des chevaux élevés par la princesse Lalla Amina à Sidi Berni, Floresco, a participé aux Jeux olympiques d'été de 2008 et de 2012.